# Liste der Bodendenkmäler in Leidersbach
Auf dieser Seite sind die Bodendenkmäler in der unterfränkischen Gemeinde Leidersbach zusammengestellt. Diese Tabelle ist eine Teilliste der Liste der Bodendenkmäler in Bayern. Grundlage ist die Bayerische Denkmalliste, die auf Basis des Bayerischen Denkmalschutzgesetzes vom 1. Oktober 1973 erstmals erstellt wurde und seither durch das Bayerische Landesamt für Denkmalpflege geführt wird. Die folgenden Angaben ersetzen nicht die rechtsverbindliche Auskunft der Denkmalschutzbehörde.

## Bodendenkmäler der Gemeinde Leidersbach

### Bodendenkmäler in der Gemarkung Ebersbach
| Lage                 | Objekt                                                                                               | Akten-Nr.     | Bild |
| -------------------- | --- | ------------- | ---- |
| Ebersbach (Standort) | Grabhügel vorgeschichtlicher Zeitstellung, daraus Funde der Bronzezeit.                              | D-6-6021-0039 |      |
| Ebersbach (Standort) | Archäologische Befunde im Bereich der ehemaligen frühneuzeitlichen Kirche St. Barbara von Ebersbach. | D-6-6021-0061 |      |

### Bodendenkmäler in der Gemarkung Heimbuchenthal
| Lage                      | Objekt                                                           | Akten-Nr.     | Bild |
| ------------------------- | ---------------------------------------------------------------- | ------------- | ---- |
| Heimbuchenthal (Standort) | Bestattungsplatz mit Grabhügeln vorgeschichtlicher Zeitstellung. | D-6-6121-0122 |      |

### Bodendenkmäler in der Gemarkung Leidersbach
| Lage                   | Objekt | Akten-Nr.     | Bild |
| ---------------------- | --- | ------------- | ---- |
| Leidersbach (Standort) | Archäologische Befunde im Bereich der ehemaligen frühneuzeitlichen Kirche St. Jakobus und St. Markus von Leidersbach mit spätmittelalterlichen Vorgängerbauten. | D-6-6021-0062 |      |
| Leidersbach (Standort) | Siedlung der Urnenfelderzeit. | D-6-6121-0054 |      |
| Leidersbach (Standort) | Siedlung der Linearbandkeramik. | D-6-6121-0055 |      |
| Leidersbach (Standort) | Siedlung der Linearbandkeramik. | D-6-6121-0056 |      |

### Bodendenkmäler in der Gemarkung Roßbach
| Lage               | Objekt | Akten-Nr.     | Bild |
| ------------------ | --- | ------------- | ---- |
| Roßbach (Standort) | Archäologische Befunde im Bereich der frühneuzeitlichen, um 1820 erweiterten Kirche St. Laurentius von Roßbach. | D-6-6121-0080 |      |

### Bodendenkmäler in der Gemarkung Soden
| Lage             | Objekt | Akten-Nr.     | Bild |
| ---------------- | --- | ------------- | ---- |
| Soden (Standort) | Ringwall Altenburg bzw. Sodenburg vorgeschichtlicher Zeitstellung und des frühen Mittelalters mit Befunden und Funden des Jungneolithikums, der Hallstattzeit und der Latènezeit sowie vorgelagerter Abschnittswall frühmittelalterlicher Zeitstellung. | D-6-6021-0038 |      |

### Bodendenkmäler in der Gemarkung Volkersbrunn
| Lage                    | Objekt | Akten-Nr.     | Bild |
| ----------------------- | --- | ------------- | ---- |
| Volkersbrunn (Standort) | Archäologische Befunde im Bereich der ehemaligen frühneuzeitlichen Kirche St. Rochus von Volkersbrunn mit mittelalterlichen Vorgängerbauten. | D-6-6121-0079 |      |